# 어유소 장군 사당
어유소 장군 사당은 대한민국 경기도 동두천시 탑동동에 있는, 세조 ∼ 성종대의 무인 어유소(1434년 ∼ 1489년) 장군의 제사를 모시는 곳이다. 1986년 4월 28일 동두천시의 향토문화재 제7호로 지정되었다.

## 개요
세조∼성종대의 탁월한 무인 어유소(1434∼1489) 장군의 제사를 모시는 곳이다.
본래의 사당은 광암동(좌기골) 묘소 아래에 있었으나 일제시대 때 일본인들의 수탈이 심해 현재의 위치로 옮겨 놓았다. 그러나 한국전쟁 당시 사당이 불타 없어져 근래에 들어 목조건물을 신축하였다.

## 같이 보기
- 어유소

## 참고 자료
- 어유소 장군 사당 - 동두천시 문화관광 - 향토유적